# Prave svinje
Prave svinje (lat. Suidae), porodica parnoprstaša (Artiodactyla) najstariji i najprimitivniji predstavnici iz podreda Suiformes (Nonruminantia). Jedina potporodica je Suinae.

## Opis
Svinjama je tijelo obraslo čekinjama, a jaka glava ima njušku produljenu u rilo s nosnim otvorima. Rilo je životinjama prilagođeno za rovanje po tlu u kojem nalaze hranu. Svežderi su s jakim očnjacima bez korijena, a u obje čeljusti sjekutići su izrasli koso naprijed. Prednji su im kutnjaci oštri, a stražnji koji služe za žvakanje imaju široke krune. Svinje u divljini mogu težiti do 350 kilograma i biti duge do do 2,1 m., dok uzgajana domaća svinja može biti teška i preko 400 kilograma.
Svinje vole blizinu vode. Mužjak (nerast) živi poligamno, a krmača može imati do 13 mladunaca, koji spolno sazriju, ovisno o vrsti, između 7 i 33 mjeseci. Životni vijek im je od 7 do 24 godine.
Među bolestima ističu se: vrbanac (crveni vjetar), klasična i afrička svinjska kuga.

## Podjela
Prave svinje se dijele na više vrsta unutar jedne potporodice, to je Suinae, dok se Babyrousinae i Phacochoerinae vode kao sinonimi.
- tribus Suini Gray, 1821
  - genus Sus Linnaeus, 1758
    - Sus ahoenobarbus Huet, 1888
    - Sus barbatus Müller, 1838
    - Sus bucculentus Heude, 1892
    - Sus cebifrons Heude, 1888
    - Sus celebensis Müller and Schlegel, 1843
    - Sus oliveri Groves, 1997
    - Sus philippensis Nehring, 1886
    - Sus salvanius (Hodgson, 1847)
    - Sus scrofa Linnaeus, 1758
    - Sus verrucosus Boie, 1832
- tribus Babyrousini Thenius, 1970
  - genus Babyrousa Perry, 1811
    - Babyrousa babyrussa (Linnaeus, 1758)
    - Babyrousa bolabatuensis Hoojer, 1950
    - Babyrousa celebensis (Deninger, 1909)
    - Babyrousa togeanensis (Sody, 1949)
- tribus  Phacochoerini Gray, 1868
  - genus Phacochoerus F. Cuvier, 1826
    - Phacochoerus aethiopicus (Pallas, 1766)
    - Phacochoerus africanus (Gmelin, 1788)
- tribus Potamochoerini Gray, 1873
  - Hylochoerus Thomas, 1904
    - Hylochoerus meinertzhageni Thomas, 1904

  - Potamochoerus Gray, 1854
    - Potamochoerus larvatus (F. Cuvier, 1822)
    - Potamochoerus porcus (Linnaeus, 1758)

## Galerija
- Babyrousa celebensis
- Phacochoerus africanus
- Potamochoerus porcus
- Sus scrofa
- Hylochoerus meinertzhageni

## Vanjske poveznice
|  | Zajednički poslužitelj ima još gradiva o temi Suidae |
|  | Wikivrste imaju podatke o taksonu Suidae             |